# Régis Debray
Pour les articles homonymes, voir Debray et Régis.
Régis Debray, né le 2 septembre 1940 à Paris, est un écrivain, philosophe et haut fonctionnaire français.
Engagé aux côtés de Che Guevara dans les années 1960, il est emprisonné et torturé à plusieurs reprises en Amérique du Sud et il a été accusé d'avoir révélé le cachette de Che Guevara. Il devient par la suite un écrivain prolifique. Dans le domaine des sciences de l'information, il crée et développe le domaine de la médiologie et fonde la revue MédiuM. Il est fondateur en 2002 de l'Institut d'étude des religions et de la laïcité, une chaire universitaire française publique sur « l'enseignement du fait religieux dans l'école laïque ». Il a été membre de l'académie Goncourt entre 2011 et 2015.

## Biographie

### Enfance
Régis Jules Debray est le fils de Georges Debray, avocat au barreau de Paris, ancien membre du conseil de l'Ordre des avocats et secrétaire de la Conférence des avocats du barreau de Paris, et de Janine Alexandre-Debray, avocate et femme politique.

### Études
Élève au lycée Janson-de-Sailly dans le 16e arrondissement de Paris, il a pour premier « passeur » vers la philosophie Jacques Muglioni qu'il décrit comme un « hussard noir de la grande époque » ne commentant jamais l'actualité. Il est reçu premier au concours d'entrée à l'École normale supérieure (Lettres) en 1960 puis passe l'agrégation de philosophie en 1965, tout en militant à l'Union des étudiants communistes. Il étudie à la faculté des lettres de Paris. En 1965, il est nommé professeur de français au lycée Henri-Poincaré de Nancy, qu'il quitte après quelques mois d'enseignement.

### Avec Che Guevara

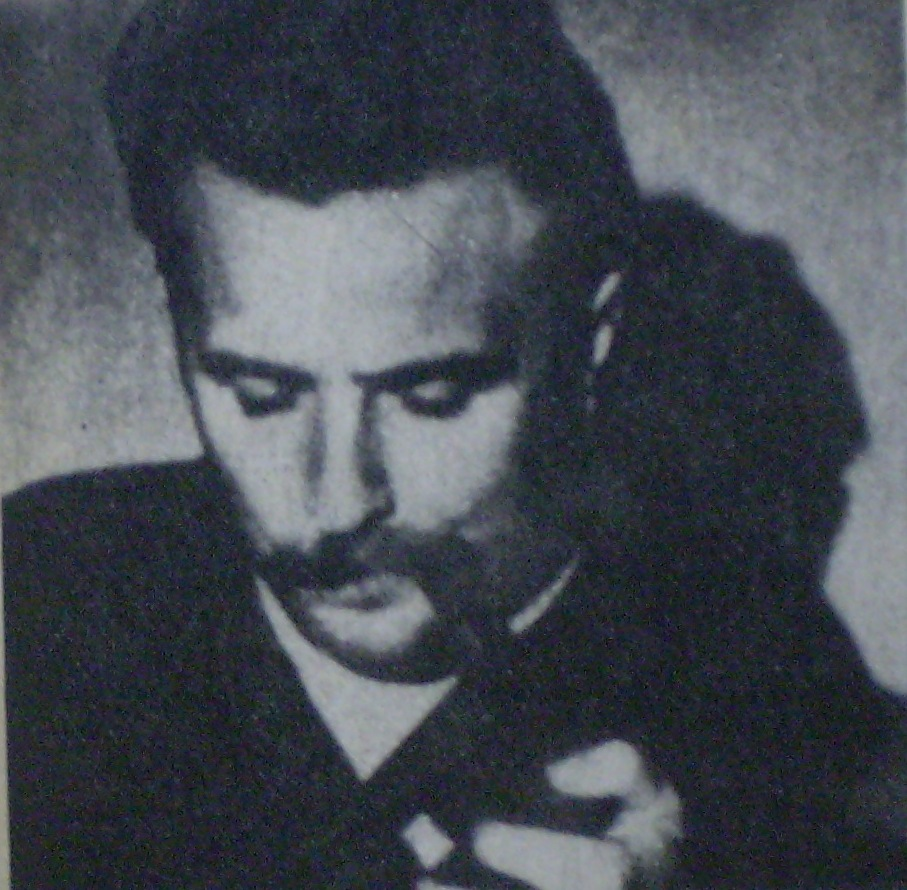
Régis Debray en 1970.

La même année, il part à Cuba puis suit Che Guevara en Bolivie. Il théorise sa participation à la guérilla de Ñancahuazú dans Révolution dans la révolution (1967) où il développe la théorie du foquisme de « foco » (foyer en espagnol) : la multiplication de foyers de guérilla. Ion Mihai Pacepa, ancien général des services secrets roumains, dit qu'alors le « terroriste français Régis Debray était un agent hautement prisé du KGB ». Il use alors du pseudonyme de « Danton ».
La guérilla de Ñancahuazú est durement frappée le 20 avril 1967, lorsque Régis Debray et Ciro Bustos sont capturés. Tous deux sont torturés par les forces gouvernementales et par des agents de la Central Intelligence Agency (CIA). Irénée Guimarães sera aussi, à cette occasion, arrêté avec eux par la police militaire bolivienne. Les preuves d'un accord de Debray avec la CIA (informations contre arrêt des tortures et promesse d'une peine clémente) ont été découvertes ; d'autres évoquent également des informations et des dessins donnés par Bustos en échange d'un traitement de faveur pour l'identification du groupe. Aucune version n'a pu être confirmée à ce jour, mais il semble vraisemblable qu'un ensemble de renseignements, à la suite de leurs interrogatoires respectifs, ait permis de rassembler assez d'éléments pour permettre aux forces boliviennes d'identifier, tracer et intercepter le groupe.

### Arrestation et prison en Bolivie
Selon Jorge Castañeda Gutman, Debray est passé à tabac les premiers jours de sa détention, mais jamais torturé au sens propre. Personne à aucun moment n’a touché un cheveu de Circo Bustos (en),,. C’est au bout de trois semaines, après avoir sciemment parlé dans le vide de façon à ne livrer aucune information concrète, que Debray admet les évidences, à savoir la présence du Che, déjà reconnue par Bustos, les déserteurs et le guérillero Vasquez Viana, arrêté le 28 avril et victime d’un subterfuge. Même après la rupture politique de Debray avec le régime cubain, Manuel Piñeiro, le chef des services secrets cubains, reconnaît que ce dernier n’a fait que « confirmer la présence du Che en Bolivie », et qu’« il ne serait pas correct de ma part de rendre Debray responsable de la localisation de la guérilla, et encore moins de la mort du Che ». Quant à Fidel Castro, qui avait déjà évoqué « l’attitude ferme et courageuse » de Debray dans sa préface au Journal du Che (1968), il répète dans sa Biographie à deux voix l’avoir envoyé lui-même en mission en Bolivie, et ne lui fait reproche de rien. Debray a lui-même, dans sa Déclaration devant le Conseil de Guerre, révélé et stigmatisé la présence de la CIA dans ses interrogatoires et les propositions qui lui furent faites de se renier en échange d’une libération « rapide et discrète ».
Selon Jean Lartéguy, Debray manqua de peu d’être victime d'une exécution extrajudiciaire : des camarades des trois officiers morts devaient venir, avec l'accord des gardiens, pour l'abattre ; la garde fut changée, et le projet éventé. Le lendemain, un tueur déguisé en policier chargé de l’enquête fut arrêté aux portes de la prison. Enfin, au cours du transfert entre Muyupampa (es) et Camiri, il devait être « abattu en tentant de s'échapper » ; il fut finalement transporté par hélicoptère.
Selon Aleida Guevara, il aurait livré des informations-clés permettant d'éliminer le Che. Cette imputation, intervenue après la rupture politique de Debray avec le régime cubain en 1989 (alors qu'a lieu le procès du général Ochoa et que s'ensuit l'exécution de son ami Tony de la Guardia (en), qu'il condamne), n'a jamais été reprise par Fidel Castro, et même démentie par le chef des services secrets cubains, Manuel Piñeiro,, ainsi que par François Maspero, Pierre Clostermann, compagnon de la Libération, après une entrevue avec le général Parrientos, l'investigateur cubain Froilán González et par Régis Debray lui-même.
Régis Debray sera condamné le 17 novembre 1967 à la peine maximale de trente ans d'emprisonnement militaire, échappant à la peine capitale. S'ensuivra une campagne internationale en sa faveur lancée par Jean-Paul Sartre ; il sera libéré au bout de trois ans et huit mois d'incarcération, le 23 décembre 1970, grâce à un général modéré de la junte militaire au pouvoir en Bolivie. Laurence Debray (2017 : p. 148) écrit qu'un attaché militaire bolivien fut nommé à Paris afin de négocier secrètement un accord de fourniture d'équipement militaire en échange de la liberté de Debray.

### Libre en Amérique du Sud
À sa libération, il séjourne au Chili et rencontre Salvador Allende et Pablo Neruda. De la rencontre avec Salvador Allende émergeront le livre Entretiens avec Allende sur la situation au Chili, ainsi qu'un entretien vidéo : Ce que disait Allende. Il travaille fin 1972 avec Serge et Beate Klarsfeld afin de les aider à organiser l'enlèvement du responsable nazi Klaus Barbie, devenu fonctionnaire en Bolivie, et d’obtenir son jugement en France. L'opération échoue en raison d'un incident technique, et parce que Barbie est emprisonné temporairement à la Paz. Dix ans plus tard en 1982 Debray convaincra Mitterrand de procéder à l'extradition de Barbie, alors que la dictature bolivienne était tombée. Il rentre en France en 1973. Ciro Bustos vit quant à lui en exil en Suède.
En 1975, il intervient pour défendre son ami Pierre Goldman dans son procès. Il publie un livre, « Nos rendez-vous manqués (Pour Pierre Goldman) », qui est un hommage à une génération de militants.
En 1979, son tiers-mondisme revenant à la charge, il participe — essentiellement en tant qu'observateur — à la révolution sandiniste aux côtés des muchachos du Nicaragua aux côtés de Daniel Ortega et Humberto Ortega, qui considèrent le proche de Castro comme un ami. Un crochet par Paris lui fait manquer le renversement du dictateur Somoza en place.

### Retour en France
De 1981 à 1985, il est chargé de mission pour les relations internationales auprès du président de la République François Mitterrand. Le 21 juillet 1982, une explosion détruit son appartement, vide à ce moment-là ; cet attentat aurait été commis par de mystérieuses « Brigades révolutionnaires françaises » qui avaient revendiqué l'enlèvement de Jean-Edern Hallier, quelques mois plus tôt, le 25 avril. Régis Debray est ensuite nommé secrétaire général du Conseil du Pacifique Sud, et enfin maître des requêtes au Conseil d’État puis mis en disponibilité sans traitement en 1988. Il démissionne en 1992.
En 1991, il participe à la fondation du Comité Laïcité République. La même année, il est responsable culturel du Pavillon français à l’exposition universelle de Séville. En 1993, il présente une thèse de doctorat à Paris-I, intitulée « Vie et mort de l’image. Une histoire du regard en Occident », sous la direction de François Dagognet ; il obtient, en 1994, son habilitation à diriger des recherches.
Il analyse alors l'impact des médias et de la communication, et fonde, en 1996, les Cahiers de médiologie qui deviennent, en 2005, la revue Médium. Transmettre pour innover.
En 1998, il est directeur de programme au Collège international de philosophie (avec François Dagognet) et anime un séminaire sur « Technique et Philosophie »). Il devient président du Conseil scientifique de l'École nationale supérieure des sciences de l'information et des bibliothèques (ENSSIB).
En 2002, il est à l'initiative de la création de l'Institut d'étude des religions et de la laïcité (détachement auprès de l'École pratique des hautes études, à Paris) dont il est président jusqu'en 2004.
Selon l'ancien président haïtien Jean-Bertrand Aristide, Régis Debray est allé à Port-au-Prince en 2004 lui demander de démissionner avant la fin de son mandat constitutionnel,.
Le 11 janvier 2011, Régis Debray est élu membre de l'académie Goncourt. Dans une lettre datée du 12 novembre 2015, il annonce qu'il démissionne du jury de l'académie,.
En 2013, il écrit une tribune proposant l'entrée de Joséphine Baker au Panthéon, ce qui est chose faite le 30 novembre 2021.

### Vie privée
Il rencontre Elizabeth Burgos en 1963 à Caracas ; ils prennent ensemble le maquis. Ils vont ensuite à Cuba. De retour en France en 1973, ils logent chez Simone Signoret, place Dauphine à Paris. Ils ont une fille, Laurence Debray, née en 1976.
Régis Debray rencontre à Paris en 1995 Isabelle Ambrosini, son épouse. Ils ont un fils, Antoine, né en 2001,.
Il vit à Paris, dans le quartier de l'Odéon, puis à Boutigny-Prouais.

### Distinctions
- 1977 : prix Femina pour La neige brûle (1977)
- 1996 : prix Novembre pour Loués soient nos seigneurs (1996)
- 2005 : docteur honoris causa de l'université Montaigne-Bordeaux-III[43]
- 2011 : élu membre de l'académie Goncourt
- 2019 : Grand prix de littérature de l'Académie française[44]

## Engagements politiques
En 1981, 1988 et 2002, il fait partie des intellectuels qui soutiennent respectivement François Mitterrand puis Jean-Pierre Chevènement
Son engagement est marqué par l'antiaméricanisme.
En 1989, il cosigne un appel dans Le Nouvel Observateur avec notamment Alain Finkielkraut, Élisabeth Badinter et Catherine Kintzler appelant à faire interdire le foulard islamique à l'école.
En 1991, il fait partie des premiers membres du Comité Laïcité République.
Après avoir soutenu le NPA à sa création[réf. nécessaire], il s’engage aux côtés du Front de gauche aux élections européennes de 2009. Lors de l’émission Bibliothèque Médicis du 20 mars 2010 sur LCP, il déclare : « Si, au bout de la discussion, on m’oblige à me classer entre droite et gauche, je me dirais gaulliste de gauche, voire, au grand dam de certains, gaulliste d’extrême gauche ! Honnêtement, j’ai beaucoup de mal à trouver quelque enjeu que ce soit à la politique intérieure de la France d’aujourd’hui ». Dans Rêverie de gauche, Régis Debray associe République et peuple et prend position sur les enjeux électoraux, en soutenant Jean-Luc Mélenchon à quelques semaines de la présidentielle de 2012.
En 2013, Régis Debray se déclare pour la sortie de la France de l'Otan, organisation qu'il juge « anachronique […] déresponsabilitante et anesthésiante ».
Il est très critique envers l’Union européenne, qu’il considère comme une organisation « néolibérale non démocratique ».
Il déclare à Eugénie Bastié dans Le Figaro : « [J'ai] le ventre qui est au centre, le cœur qui est à gauche et l’esprit à droite. Le centre fait ventre, c’est le lieu du big money et des Légions d’honneur. Un esprit honnête doit se résigner à l’incapacité à changer la vie. Il reste le cœur. Le vieux cœur reste de gauche. Mais sans prétention ni ambition de convertir ».
Certains considèrent que la pensée de Régis Debray, à l’instar d’autres intellectuels venus de la gauche voire de l’extrême-gauche, a pris, au fil des années, des tournants conservateurs. Cependant, lui-même se considère toujours comme « gaulliste d'extrême-gauche ».

## Idées

### Révolution dans la révolution?
Régis Debray écrit Révolution dans la révolution ? Lutte armée et lutte politique en Amérique latine en 1966 et l'ouvrage est publié en janvier 1967 aux éditions Maspero. Cet ouvrage est issu de discussions entre l'auteur, Fidel Castroet Che Guevara. Il y expose la théorie du « foco » ou « foquisme » développée séparément par ces deux hommes depuis la révolution cubaine qui débute en 1953.
Cet ouvrage apparaît comme un manuel montrant comment faire une guérilla efficace en prenant les armes, en gagnant les paysans à la cause et en renversant le pouvoir en place pour que le peuple puisse disposer de richesses égales et ainsi sortir de la grande pauvreté dans laquelle il est plongé. La guérilla prend la forme de trois grandes étapes : l'implantation, le développement et l'offensive révolutionnaire.
Cet ouvrage participe au moment révolutionnaire en Amérique latine, de 1959 à la chute du mur de Berlin en 1989, qu’on surnomme parfois « trente glorieuses révolutionnaires ». Debray dit lui-même : « Vaincre c’est accepter, par principe, que la vie n’est pas le bien suprême du révolutionnaire ». Il intervient pendant une grande agitation politique dans le monde et notamment du côté des gauches[pas clair]. L'auteur attaque notamment les anti-révolutionnaires : « trotskisme et réformisme se donnent la main pour condamner la guerre de guérilla la freiner ou la saboter ». À sa sortie, il est tiré à 300 000 exemplaires en espagnol ; des extraits étaient lus tous les jours sur Radio Habana Cuba.
Régis Debray prend les armes aux côtés du Che Guevara dans la guérilla de l'ELN, qui se veut une application de la théorie du foquisme.

### Sacré
Régis Debray s’intéresse au problème du religieux et de la croyance au sein du groupe social. Son postulat est : il n’y a pas de société sans transcendance. De même qu’un État laïc a ses obligations morales, les athées ont des figures sacrées. Pour lui, cette transcendance est nécessaire à la cohésion sociale. L’Union soviétique avait Lénine, les États-Unis d'Amérique ont George Washington et les pères fondateurs, la Constitution. Il y en avait aussi autrefois en France avec les héros mythiques de la République, comme Danton ou Leclerc…
Selon Régis Debray, un groupe ne peut se définir que vis-à-vis d'une référence transcendante (qu'elle soit territoriale, doctrinaire ou légendaire) vers laquelle se tourne la croyance des gens. Il appelle cette nécessité de définir le groupe par une entité qui lui est extérieure l'incomplétude, et nomme cette entité le « sacré du collectif », qui est la représentation de ce que le groupe estime être le « meilleur ». C'est cette croyance qui assure la confiance réciproque entre les membres du groupe, et garantit selon R. Debray l'ordre social.
Debray affirme que l'on a cru pouvoir éliminer la religion par le siècle des Lumières, mais que l'on n'a pas pu éliminer la croyance. Selon lui, la crise actuelle en France est une crise de la symbolique républicaine, due à un manque de sacré. Pour Régis Debray, le dernier grand homme à la symbolique républicaine était François Mitterrand. Les États-Unis auraient ainsi su échapper à cette crise du sacré, par leur civisme et leur patriotisme, même s'ils se sont mis au service de mauvaises causes. L’effigie du dollar des États-Unis en est un exemple : « In God We Trust ». C’est cette symbolique patriotique qui ferait la force des États-Unis. Debray prétend appliquer le théorème d'incomplétude de Gödel à l'ordre social pour « démontrer » sa théorie.
Régis Debray a été vivement critiqué pour son utilisation du théorème d'incomplétude de Gödel, jugée au mieux infondée sinon fallacieuse par Alan Sokal et Jean Bricmont dans leur livre Impostures intellectuelles, et par Jacques Bouveresse dans Prodiges et vertiges de l'analogie.
Régis Debray affirme que quand s’épuise le sens du symbolique reviennent les autorités religieuses. Plus la puissance symbolique est dématérialisée (la religion), plus l’ordre symbolique est fort et plus la puissance symbolique est historicisée (personnages), plus l’ordre symbolique est fragile. Une humanité sans croyance est donc, selon lui, réduite à l’animalité.

### Médiologie
Régis Debray a développé la médiologie, discipline qui traverse nombre de ses écrits et de ses réflexions, et à laquelle il a également consacré la revue Médium. À la question « Qu'est-ce que la médiologie ? », Régis Debray répondait en 2019 :
– La médiologie est l'étude des médiations. Ça n'a rien à voir avec les médias de masse dont je ne connais rien. Ce sont les médiations, les techniques qui rendent possible une influence qui fait que les idées ont un effet sur le cours des choses. Cela ne va pas de soi. C'est très compliqué. Pourquoi Jésus est-il devenu Jésus-Christ, par exemple, ce qu'il n'était pas, à son origine. Donc pourquoi le christianisme est-il né ? Pourquoi le marxisme est-il né ? Pourquoi meurt-il ? La médiologie a à voir avec technique et culture. Qu'est-ce qu'une technique influant sur la culture ? Autrement dit, par quoi sommes-nous déterminés ? Par des petites choses, qu'on ne connaît pas. Le livre par exemple. C'est quelque chose de très étonnant le livre. Il y a deux mille ans ça n'existait pas. Peut-être que demain ça n'existera plus.
– Donc la médiologie s'intéresse à tous les moyens, à tous les véhicules par lesquels nous avons accès, à l'histoire, au sens ?
– Pour parler pédant, ce sont les interfaces entre la technique et la culture.
– Est-ce vous qui avez créé la médiologie ?

– C'est un bien grand mot. C'est Victor Hugo qui l'a créée. « Ceci tuera cela ». Dans Notre-Dame de Paris, je vous recommande ce passage : c'est l'archidiacre Frollo, qui a un petit livre de Gutenberg, et qui est devant la cathédrale, et qui dit de façon prophétique « Ceci tuera cela ». C'est-à-dire le petit livre, qui donne accès directement à la Bible, fait qu'on n'a plus besoin d'intermédiaire, donc on n'a plus besoin d'Église, donc le papier tuera le Pape. Ce n'est pas bête, car c'est le protestantisme si vous voulez, dès le XVe siècle. Autrement dit, Hugo est un médiologue génial. Moi je ne suis qu'un petit continuateur, conclut modestement Régis Debray.
Régis Debray s'est intéressé notamment à trois changements médiologiques :
- le premier est ce qu’il appelle le codex, c’est-à-dire le premier livre relié, la Bible chrétienne, qui facilite la communication du Dieu unique. Cette « invention » du christianisme va transformer l’ordre social ;
- la deuxième révolution, deuxième évolution du sacré, est l’invention de l’imprimerie. Cette diffusion des livres, du savoir, générera l’École, la République et la laïcité. Celle-là même qu'il évoque dans la citation ci-dessus de Victor Hugo;
- la troisième grande technologie est la révolution informatique avec le développement du Web. Sur cette toile géante, il n’y a plus de frontières, plus d’État. À quelle forme de « sacré » cela mène-t-il ?

La médiologie sera le deuxième temps du travail de Régis Debray. Comment une idée abstraite devient une force matérielle ? Qu’est ce que la force des idées ? Comment l’idée d’un Dieu unique, total, universel a-t-elle acquis autant de force et comment s’est-elle traduite par des rites ? Comment l’idée d’un Dieu totalement abstrait incarné dans un être a-t-elle fait, selon lui, exploser la société romaine ? Comment peu à peu y a-t-il eu une conversion dans cette croyance qu'il présente comme incongrue ? Debray va se pencher sur toutes ces questions en étudiant les moyens de transmission. Pour lui le messager conditionne le message. Sa thèse est : « l’invention de l’écriture alphabétique jointe à une nouvelle technique de partage (le codex) dans un milieu nomade mais sédentarisé a été la condition de naissance de Dieu comme universel ». Sans cela, l’idée d’un Dieu universel n’aurait pas été possible et le Dieu juif aurait été un dieu mort. Le transport s’est réalisé par l’écriture et le partage d’un Dieu transcendant. Debray va alors constituer une histoire des « médiasphères », c’est-à-dire les techniques de transport qui ont impliqué des changements de croyance et donc des changements d’ordre social.

### Images
En rapport avec la médiologie, Régis Debray a également beaucoup travaillé sur l'image, notamment dans son livre Vie et mort de l'image paru en 1992. L'auteur distingue trois âges du regard :

« Les trois césures médiologiques de l'humanité – écriture, imprimerie, audiovisuel – découpent dans le temps des images trois continents distincts : l'idole, l'art, le visuel. Chacun a ses lois. Leur confusion est source de tristesses inutiles. »

La thèse principale de l'ouvrage est que l'humanité retrouve, en partie, dans la période « visuel » (l'époque contemporaine), les réflexes de la période « idole » (période antérieure à l'ère commune et début de l'ère commune). Régis Debray réutilise souvent l'expression « passage de la graphosphère à la vidéosphère » dans ses diverses interventions médiatiques pour qualifier la transition vers la dernière ère de l'image.
Dans Vie et mort de l'image, Régis Debray retrace l'évolution du rapport de l'homme à l'image dans le monde européen et américain, depuis ses origines jusqu'à nos jours :
- « La naissance de l'image a partie liée avec la mort. Mais si l'image archaïque jaillit des tombeaux, c'est en refus du néant et pour prolonger la vie. La plastique est une terreur domestiquée. Il s'ensuit que plus la mort s'efface de la vie sociale, moins vivante est l'image, et moins vital notre besoin d'images » ;
- « Nous parlons dans un monde, nous vivons dans un autre. L'image est symbolique mais elle n'a pas les propriétés sémantiques de la langue : c'est l'enfance du signe. Cette originalité lui donne une puissance de transmission sans égal. L'image fait du bien parce qu'elle fait lien. Mais sans communauté, pas de vitalité symbolique. La privatisation du regard moderne est pour l'univers des images un facteur d'anémie » ;
- « L'occident monothéiste a reçu de Byzance, via le dogme de l'Incarnation, la permission de l'image. Instruite par le dogme de la double nature du Christ et par sa propre expérience missionnaire, l'Église chrétienne était bien placée pour comprendre l'ambiguïté de l'image, à la fois supplément de puissance et dévoiement de l'esprit. D'où son ambivalence à l'égard de l'icône, de la peinture, comme aujourd'hui de l'audiovisuel. Cette oscillation n'est-elle pas une sagesse ? Devant l'Image, l'agnostique ne sera jamais assez chrétien » ;
- « La Grèce ancienne, répète la légende, est le berceau de l'art occidental. La traduction équivoque de « technè » par « art », signe d'annexion moderniste, entretient un malentendu. Textes et faits tendent plutôt à prouver qu'aucune des oppositions qui sous-tendent notre univers esthétique n'a d'équivalent dans la mentalité hellénistique de l'âge classique, pas plus que chez son héritière médiévale » ;
- « L'art n'est pas un invariant de la condition humaine mais une notion tardive propre à l'Occident moderne et dont rien n'assure la pérennité. Cette abstraction mythique a puisé sa légitimé dans une « histoire de l'art » non moins mythologique, dernier refuge du temps linéaire utopique » ;
- « Tant que l'homme fixe le Ciel, il ne regarde pas la terre ni les autres hommes. Paysages et visages profanes apparaissent à peu près au même moment dans la peinture occidentale, car on n'aime pas ce qu'on voit mais on voit ce qu'on aime. La nature et l'art comme valeurs se sont engendrés l'un l'autre. Peuvent-ils se survivre ? » ;
- « Photographie, cinéma, télévision, ordinateur. En un siècle et demi, du chimique au numérique, les machines de vision ont pris en charge l'ancienne image « faite de main d'homme ». Il en est résulté une nouvelle poétique, soit une réorganisation générale des arts visuels. Chemin faisant, nous sommes entrés dans la vidéosphère, révolution technique et morale qui ne marque pas l'apogée de la « société du spectacle » mais sa fin. » (C'est à partir ce travail sur l'évolution de l'image que Régis Debray s'oppose à la théorie de la société du spectacle, position souvent incomprise si on ignore tout ce travail qui la sous-tend[65]) ;
- « Le visuel commence où finit le cinéma. Le dernier état du regard retrouvant nombre de propriétés du premier, le signal vidéo autorise une idolâtrie d'un nouveau type, sans tragique. La différence est que si l'image archaïque et classique fonctionnait au principe de réalité, le visuel fonctionne au principe de plaisir. Il est à lui-même sa propre réalité. Inversion qui ne va pas sans risque pour l'équilibre mental du collectif. »

Régis Debray est également ami et admirateur de Ernest Pignon-Ernest, artiste plasticien de sa génération qui colle dans des endroits spécifiques des dessins grandeur nature très soigneusement pensés et réalisés pour réactiver l'histoire du lieu.

## Ouvrages

### Essais
- La Frontière suivi de Un jeune homme à la page, Paris, Le Seuil, 1967, 93 p. (ASIN B003X1XOYW)
- Révolution dans la révolution ? : Lutte armée et lutte politique en Amérique latine [essai], Paris, Éditions Maspero, 1967, 138 p. (ASIN B0000DP0JI)
- Nous les Tupamaros suivi de Apprendre d'eux, (collectif), Paris, Éditions Maspero, 1971, 243 p. (ASIN B0000DOHE9)
- La Guérilla du Che, Paris, Le Seuil, 1974, 187 p.  (ISBN 978-2-020-02320-7)
- Les Rendez-vous manqués (pour Pierre Goldman), Paris, Le Seuil, 1975, 155 p.  (ISBN 978-2-020-04295-6)
- Ledannois (essai sur le peintre Jean-Marie Ledannois), Paris, Éditions Pierre Horay, 1977, 64 p.  (ISBN 2-7058-0057-3)
- Modeste contribution aux discours et cérémonies officielles du dixième anniversaire [de mai 68], Paris, Éditions Maspero, 1978, 93 p. Réédité en 2008 avec le titre Mai 68 : une contre-révolution réussie.
- Le Pouvoir intellectuel en France, Paris, Ramsay, 1979, 280 p.  (ISBN 978-2-859-56100-0)
- Le Scribe : genèse du politique, Paris, Éditions Grasset, 1980, 349 p.  (ISBN 978-2-246-00911-5)
- Critique de la raison politique, Paris, Gallimard, 1981, 473 p.  (ISBN 978-2-070-25994-6)
- Que vive la république !, Paris, Éditions Odile Jacob, 1989, 217 p.  (ISBN 978-2-738-10052-8). Pour le bicentenaire de la révolution française.
- À demain de Gaulle, Paris, Gallimard, 1990, 178 p.  (ISBN 978-2-070-72021-7)
- Cours de médiologie générale, Paris, Gallimard (Bibliothèque des idées), 1991 ; rééd. Paris, Gallimard (Folio), 2001, 395 p.
- Christophe Colomb, le visiteur de l'aube, suivi des Traités de Tordesillas, Paris, Éditions de la Différence, 1991, 124 p.  (ISBN 978-2-729-10727-7)
- Vie et mort de l'image. Une histoire du regard en Occident, Paris, Gallimard (Bibliothèque des idées), 1991 ; rééd. Paris, Gallimard (Folio), 1995, 526 p.  (ISBN 978-2-070-72816-9)
- Contretemps : Éloges des idéaux perdus, Paris, Gallimard, coll. « Folio actuel », 1992, 182 p.  (ISBN 978-2-070-32713-3)
- L'État séducteur : les révolutions médiologiques du pouvoir, Paris, Gallimard, 1993, 208 p.  (ISBN 978-2-070-73640-9)
- Un mot encore, cher Béré, Paris, Arlea, 1993, 29 p.  (ISBN 2869591756 et 9782869591752). Hommage à l'homme politique Pierre Bérégovoy, alors récemment décédé.
- L'Œil naïf, Paris, Le Seuil, 1994, 184 p.  (ISBN 978-2-020-22813-8). Essai d'art sur la photographie.
- Contre Venise, Paris, Gallimard, 1995, 94 p.  (ISBN 978-2-070-74365-0)
- Transmettre, Paris, Éditions Odile Jacob, 1997, traduit en anglais en 2000 (Transmitting Culture), 203 p.  (ISBN 978-2-738-10461-8)
- La République expliquée à ma fille, Paris, Le Seuil, 1998, 61 p.  (ISBN 978-2-020-34714-3)
- Shanghaï, dernières nouvelles : la mort d'Albert Londres, Paris, Arléa, 1999, 158 p.  (ISBN 978-2-869-59434-0)
- L'Emprise, Paris, Gallimard, 2000, 160 p.  (ISBN 978-2-070-75861-6)
- Dieu, un itinéraire : matériaux pour l'histoire de l'Éternel en Occident, Paris, Éditions Odile Jacob, 2001, Prix Combourg, 2003, 410 p.  (ISBN 978-2-738-11034-3) extraits en ligne[67],[68],[69],[70]
- L'Enseignement du fait religieux dans l'école laïque, avec une préface de Jack Lang, Paris, Odile Jacob, 2002, 67 p.  (ISBN 978-2-738-11157-9)
- Le Feu sacré : fonctions du religieux, Paris, Fayard, 2003, 471 p.  (ISBN 978-2-702-88890-2)
- À l'ombre des lumières : Débat entre un philosophe et un scientifique, entretien avec Jean Bricmont, Paris, Odile Jacob, 2003, 198 p.  (ISBN 978-2-738-11092-3)
- Ce que nous voile le voile : La République et le sacré, Paris, Gallimard, coll. NRF, 2004  (ISBN 978-2-070-77052-6) ; rééd. coll. « Folio », 2006, 83 p.
- Le Plan vermeil : modeste proposition, Paris, Gallimard, coll. NRF, 2004, 61 p.  (ISBN 978-2-070-77299-5)
- Le Siècle et la Règle : une correspondance avec Gilles-Dominique o.p., Paris, Fayard, coll. « Littérature générale », 2004, 193 p.  (ISBN 978-2-213-61927-9) – Prix François-Mauriac de la région Aquitaine
- Sur le pont d'Avignon, Paris, Flammarion, 2005, 121 p.  (ISBN 978-2-080-68960-3). Sur le théâtre.
- Les Communions humaines : pour en finir avec « la religion », Paris, Fayard, 2005, 158 p.  (ISBN 978-2-213-62439-6)
- Supplique aux nouveaux progressistes du XXIe siècle, Paris, Gallimard, 2006, 65 p.  (ISBN 978-2-070-77983-3)
- L'Obscénité démocratique, Paris, Flammarion, 2007, 86 p.  (ISBN 978-2-070-78256-7)
- Un mythe contemporain : le dialogue des civilisations, Paris, CNRS Éditions, 2007, 61 p.  (ISBN 978-2-271-06629-9)
- Le Moment fraternité (essai), Paris, Gallimard, 2009, 335 p.  (ISBN 978-2-070-12462-6)
- Dégagements, Paris, Gallimard, 2010, 309 p.  (ISBN 978-2-070-12840-2). Textes issus de la rubrique « Pense-bête » tenue par l'auteur dans la revue trimestrielle Médium.
- À un ami israélien : Avec une réponse d'Élie Barnavi, Paris, Flammarion, 2010, 156 p.  (ISBN 978-2-081-22121-5)
- Éloge des frontières, Paris, Gallimard, 2010, 90 p.  (ISBN 978-2-070-13158-7)
- Du bon usage des catastrophes, Paris, Gallimard, 2011, 107 p.  (ISBN 978-2-070-13480-9)
- Jeunesse du sacré, Paris, Gallimard, 2012, 203 p.  (ISBN 978-2-070-12437-4)
- Rêverie de gauche, Paris, Flammarion, 2012, 102 p.  (ISBN 978-2-08-128242-1)
- Modernes Catacombes, Paris, Gallimard, 2013, 320 p.  (ISBN 9782070139446)
- Le Bel-âge, Paris, Flammarion, 2013, 107 p.  (ISBN 9782081301160)
- Le Stupéfiant image : de la grotte Chauvet au Centre Pompidou, Paris, Gallimard, coll. « Blanche », 2013, 396 p.  (ISBN 978-2-07-014177-7)
- Ça coule de source : l'image, l'eau, la femme, Paris, Ina Éditions, 2014, 25 p.  (ISBN 978-2-86938-222-0)
- L'Erreur de calcul, Paris, Le Cerf, 2014, 54 p.
- Un candide à sa fenêtre, Dégagements II, Paris, Gallimard, 2015, 394 p.  (ISBN 9782070148059)
- Madame H., Paris, Gallimard, 2015, 160 p.  (ISBN 9782070108039)
- La Laïcité au quotidien : guide pratique avec Didier Leschi, Paris, Gallimard, coll. « Folio », 2016, 154 p.
- Allons aux faits : croyances historiques, réalités religieuses, Paris, Gallimard, Hors série Connaissance, 2016, 254 p.
- Civilisation : comment nous sommes devenus américains, Paris, Gallimard, 2017, 243 p.  (ISBN 978-2072732409)
- Le Nouveau Pouvoir, Paris, Le Cerf, 2017, 93 p.
- Bilan de Faillite, Paris, Gallimard, 2018, 153 p.
- L'Angle mort, Paris, Le Cerf, 2018, 80 p.  (ISBN 9782204129152)
- L'Europe fantôme, Paris, Gallimard, coll. « Tracts », 2019, 48 p., [présentation éditeur],  (ISBN 9782072852626)
- Un été avec Paul Valéry, Paris, coéditions Des Équateurs et France-Inter, coll. « Parallèles », 2019, 173 p.,  (ISBN 2849906123), [présentation éditeur], [ouvrage adapté d'une série d'émissions diffusées sur France Inter durant l'été 2018]
- Du génie français, Paris, Éditions Gallimard, coll. « Blanche », 2019, 128 p., [présentation éditeur],  (ISBN 9782072853340)
- Le Siècle vert, Paris, Tracts Gallimard, 2020,  (ISBN 9782072879289)
- D'un siècle l'autre, Paris, Gallimard, coll. « Blanche », 2020, 304 p.,  (ISBN 2849906123)
- Penser les frontières, avec Benjamin Stora et Alexis Lacroix, Bayard, 2021.
- République ou barbarie, avec Didier Leschi et Jean-François Colosimo, Le Cerf, 2021, 160 p.
- L'exil à domicile, Paris, Gallimard, 2022, 128 p.,  (ISBN 9782073005199)
- Le dernier souffle. Accompagner la fin de vie, avec Claude Grange, Paris, Gallimard, coll. « Témoins », 2023, 128 p.,  (ISBN 9782073021168)
- Bref, Paris, Gallimard, 2024, 80 p.,  (ISBN 9782073057921)
- Riens, Paris, Gallimard, coll. « Blanche », 2025, 144 p.

### Romans
- L'Indésirable, Paris, Le Seuil, 1975, 310 p.  (ISBN 978-2-020-04220-8)
- La neige brûle, Paris, Grasset, prix Femina, 1977, 220 p.  (ISBN 978-2-246-00518-6)
- Comète, ma comète, Paris, Gallimard, 1986, 138 p.  (ISBN 978-2-070-70717-1)

### Journal
- Journal d'un petit bourgeois entre deux feux et quatre murs, Paris, Le Seuil, 1976, 169 p.  (ISBN 978-2-020-04430-1)
- Aveuglantes Lumières, Journal en clair-obscur, Paris, Gallimard, 2006, 203 p.  (ISBN 978-2-081-21002-8). Critique des Lumières sous forme de journal.
- Un candide en Terre sainte, Paris, Gallimard, 2008, 445 p.  (ISBN 978-2-070-78380-9)

### Mémoires et autobiographies

#### Le Temps d'apprendre à vivre [titre général 1988-1998]
- Les Masques : une éducation amoureuse, Paris, Gallimard, 1992, 288 p.  (ISBN 978-2-070-38469-3)
- Loués soient nos seigneurs : une éducation politique, Paris, Gallimard, 1996, prix Novembre, 726 p.  (ISBN 978-2-070-74558-6)
- Par amour de l'art : une éducation intellectuelle, Paris, Gallimard, 1998, 507 p.  (ISBN 978-2-070-75209-6)

### Théâtre
- Julien le Fidèle ou Le banquet des démons, Paris, Gallimard, coll. « Blanche », 2005, 160 p.  (ISBN 978-2-070-77573-6)

### Entretiens
- « Prolétariat et nation, le pot de terre contre le pot de fer », Entretien avec Carlos Rossi, Critique Communiste [revue théorique de la LCR], 1976.
- Entretiens d'un été, Paris, Desclée de Brouwer, 2010, 262 p.  (ISBN 2220062333). Présentés par Dominique Rousset.
- Conversations sous influence, Régis Debray / Jean-Paul Dekiss, Revue Jules Verne 35, 2012, 115 p.
- Que reste-t-il de l’Occident ? avec Renaud Girard, Paris, Grasset, 2014, 114 p.  (ISBN 978-2-246-85136-3)
- Vous avez dit laïque ? avec Jean-François Colosimo, Cerf, 2021, 152 p.

### Recueil d’aphorismes
- Éclats de rire, Gallimard, 2021.

## Cinéma
- Régis Debray apparaît dans Chronique d'un été (1961) de Jean Rouch et Edgar Morin.
- Régis Debray apparaît dans Hôtel Terminus, sous-titré Klaus Barbie, sa vie et son temps, film documentaire franco-américain réalisé par Marcel Ophüls en 1988.
- Son rôle est joué par Marc-André Grondin dans Che - 2e partie : Guerilla (2009), la seconde partie du diptyque Che de Steven Soderbergh sur Che Guevara.
- Il apparaît aux côtés de son ami Daniel Cordier dans Daniel Cordier, la résistance comme un roman (2010). Le résistant et secrétaire de Jean Moulin, disparu en 2020, lui raconte ses années de service auprès de Rex par des lieux.
- Régis Debray se raconte et se dévoile dans son œuvre, mais aussi dans un film (co-réalisé avec Yannick Kergoat en deux parties, diffusé sur Arte. Itinéraire d'un candide (2016) retrace la vie de l'écrivain en passant par la Révolution (la première partie[71]) puis la République (la deuxième partie[72]), avec l'aide de nombreux intervenants dont Elizabeth Burgos, Hubert Védrine, Roland Dumas ou encore Cédric Villani.
- Régis Debray a collaboré au scénario du film de Miguel Littín, Le Recours de la méthode, en compétition au Festival de Cannes 1978 sous le titre Viva el Presidente

## Opéra
En 2016, Régis Debray écrit le livret de l'opéra Benjamin, dernière nuit, drame lyrique en quatorze scènes de Michel Tabachnik, consacré au philosophe allemand Walter Benjamin, créé à l'opéra de Lyon le 12 mars 2016.